# Хомберг (Эфце)
Хомберг (нем. Homberg) — город в Германии, районный центр, расположен в земле Гессен. Подчинён административному округу Кассель. Входит в состав района Швальм-Эдер. Население составляет 14 263 человека (на 31 декабря 2010 года). Занимает площадь 99,99 км². Официальный код — 06 6 34 009.
Город подразделяется на 20 городских районов.

## Фотографии

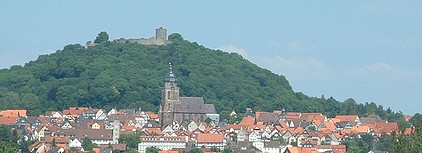
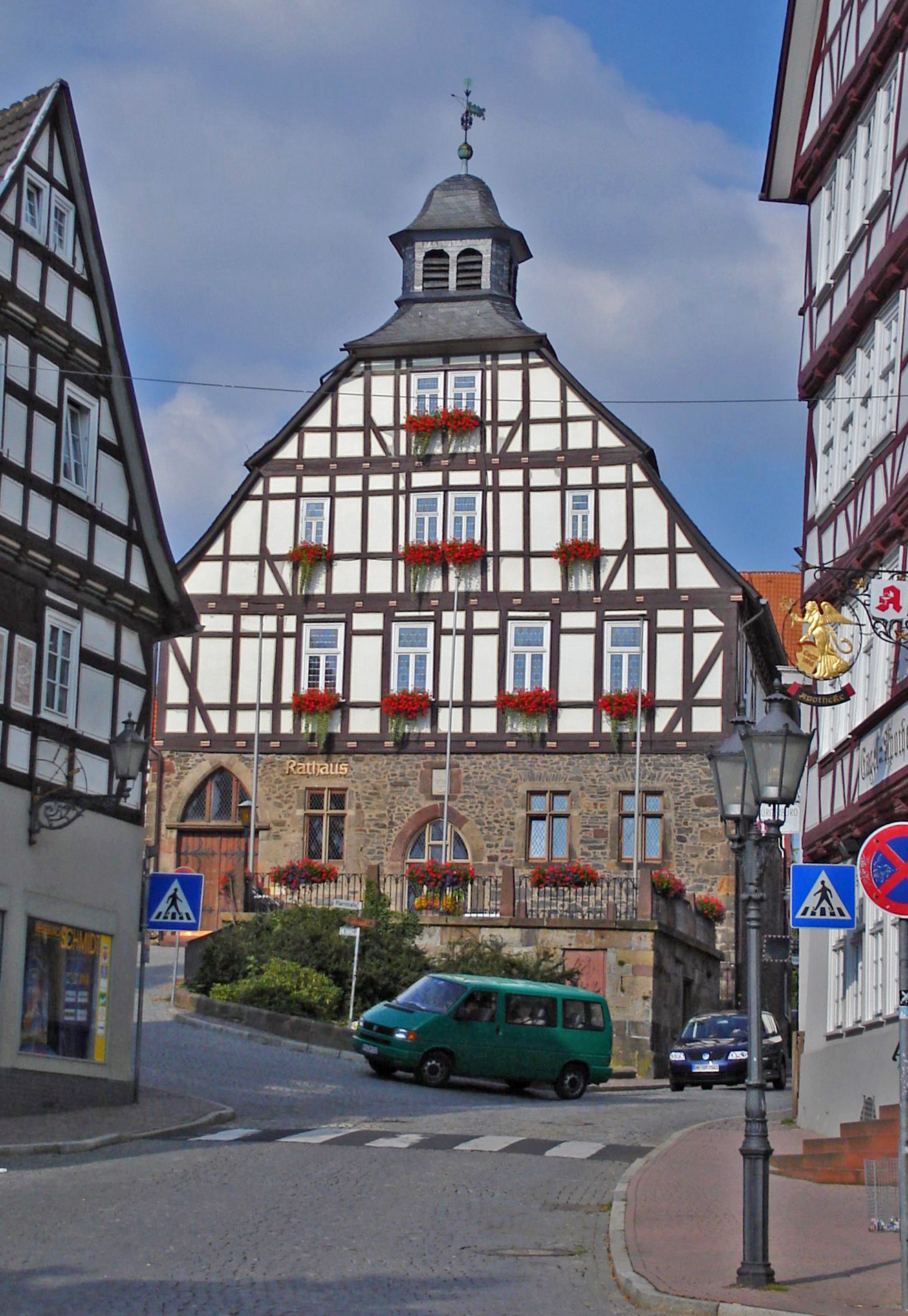
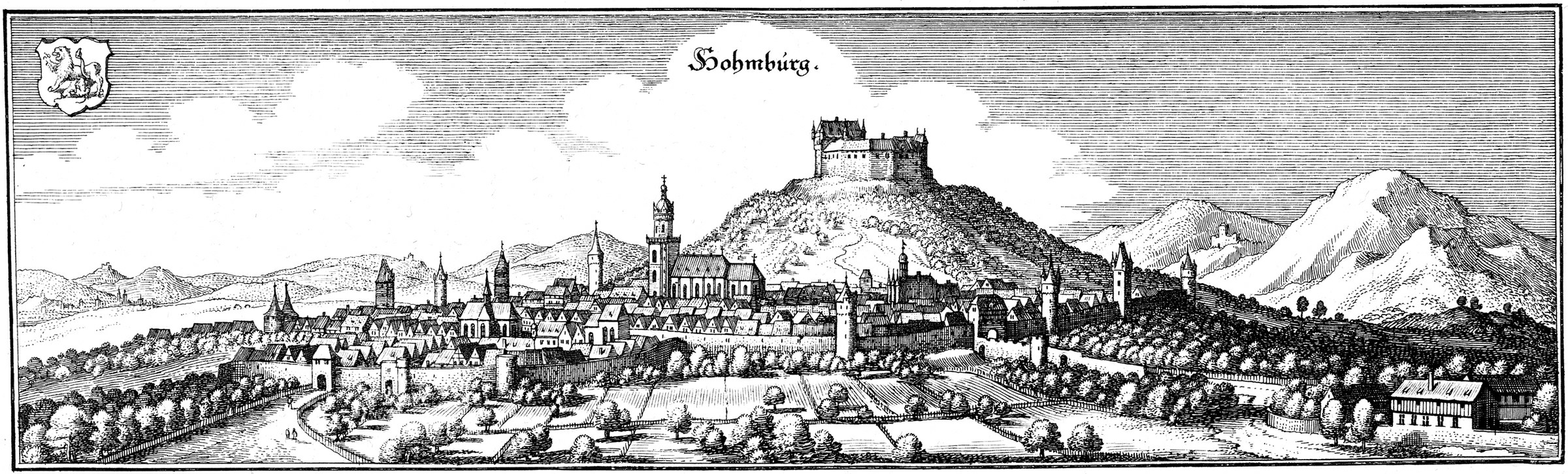

## Города-побратимы
- Столин[2]

## Известные уроженцы
- Эшструт, Ханс фон (1756—1792) — немецкий композитор, музыкальный критик, музыковед, писатель, юрист.